# Гизель, Питер
Питер Гизель (род. 18 декабря 1980, в Левене, Фламандский Брабант, Бельгия — бельгийский шорт-трекист, Участник Олимпийских игр 2002, Олимпийских игр 2006, Олимпийских игр 2010 годов. Был знаменосцем своей страны на закрытии игр в Ванкувере. Абсолютный серебряный призёр Чемпионата Европы в Шеффилде.

## Спортивная карьера
Гизель начал свою карьеру на международном уровне в 2000 году, приняв участие в чемпионате мира в Шеффилде, где занял в общем зачёте 19-е место. Уже в 2002 году на Чемпионате Европы в Гренобле вместе со своей эстафетной командой они выиграли серебряную медаль. На Олимпийских играх в Солт-Лейк-Сити он занял 21 место на дистанции 1500 метров и 24-е на 1000 метров, в эстафете 7-е место. Лучше результаты он показал в следующем году на чемпионате Европы в Санкт-Петербурге, где занял второе место на дистанции 500 метров и в общем зачёте был 4-м. Начиная с 2004 года и по 2007 год Гизель выиграл ещё 5 медалей Чемпионатов Европы, в том числе бронзу в общем зачете 2006 в Крынице-Здруй и серебро 2007 года в Шеффилде. Лучшее место на Олимпийских играх у него было 9-е на дистанции 1500 метров 2010 года.